# 邵峰晶
邵峰晶（1955年—），男，汉族，山东青州人，中华人民共和国政治人物，曾任青岛大学副校长，九三学社山东省委员会副主任委员，第十二届全国人民代表大会山东地区代表。

## 生平
邵峰晶毕业于日本大阪大学信息工程专业。2008年起担任全国人大代表。2013年，担任全国人大代表。